# Georges de La Trémoille
Georges de La Trémoille (* um 1382; † 6. Mai 1446 im Schloss Sully-sur-Loire) war Graf von Guînes von 1398 bis 1446. Er war der Sohn von Guy VI. de La Trémoille und Marie de Sully.
1415 überlebte er die Schlacht von Azincourt, bei der er in Gefangenschaft geriet, aus der er aber bald wieder freikam. Im Jahr darauf (1416) heiratete er Johanna II. (1378–1424), Gräfin von Auvergne und Boulogne (1404–1424), Tochter von Graf Johann II. und Eleonore vom Comminges; aufgrund dieser Ehe führte er selbst von 1416 bis 1424 den Titel eines Grafen von Auvergne und Boulogne.
Aufgrund seiner zweiten Ehe mit Catherine de L’Île-Bouchard, der Witwe Pierre de Giacs, ist er der Vater von Georges de La Trémoille (1427–1481) und der Großvater mütterlicherseits von Jean de La Tour, Graf von Auvergne (einem Vetter achten Grades seiner ersten Ehefrau, die ohne Nachkommen starb) und Ur-Ur-Großvater von Katharina von Medici, und damit Vorfahre zahlreicher europäischer Monarchen späterer Jahrhunderte.
Sein Aufstieg begann im Februar 1427, als er das Vertrauen des Königs Karl VII. gewann. Er wurde rasch einer der Favoriten Karls und erhielt den Posten des Großkammerherrn. Im gleichen Jahr bereits erreichte er, dass der Connétable de Richemont in Ungnade fiel, der daraufhin ab Juli 1428 einen Privatkrieg gegen den Großkammerherrn begann.
Wenig später verabredete Louis d’Amboise mit André de Lezay und Antoine de Vivonne die Entführung La Trémoilles, wurde aber vor der Ausführung verhaftet. Das Parlement de Paris, das sich noch in Poitiers befand, verurteilte alle drei am 8. Mai 1431 zum Tode. Lezay und Vivonne wurden hingerichtet, Louis vom König jedoch begnadigt. Er wandelte die Todes- in eine Haftstrafe um und beschlagnahmte seine Güter.
In der Auseinandersetzung zwischen Richemont und La Trémoille kam es am 5. März 1432 zu einem Friedensschluss. Richemont kehrte an den Hof zurück, ließ aber im Juni 1433 seinen (ehemaligen) Gegner entführen und sperrte ihn in der Burg von Montrésor ein – Karl VII. griff nicht ein, Georges de La Trémoille war nach seinen unentwegten Intrigen nun selbst in Ungnade gefallen. Nach seiner Freilassung zog er sich auf seine Güter zurück.
Im Jahr 1440 nahm Georges de La Trémoille – gemeinsam mit den Herzögen von Bourbon, Bretagne, Alençon, Jean de Dunois und dem Dauphin Ludwig – am Praguerie genannten Adelsaufstand teil.